# Nhiễu loạn (thiên văn học)

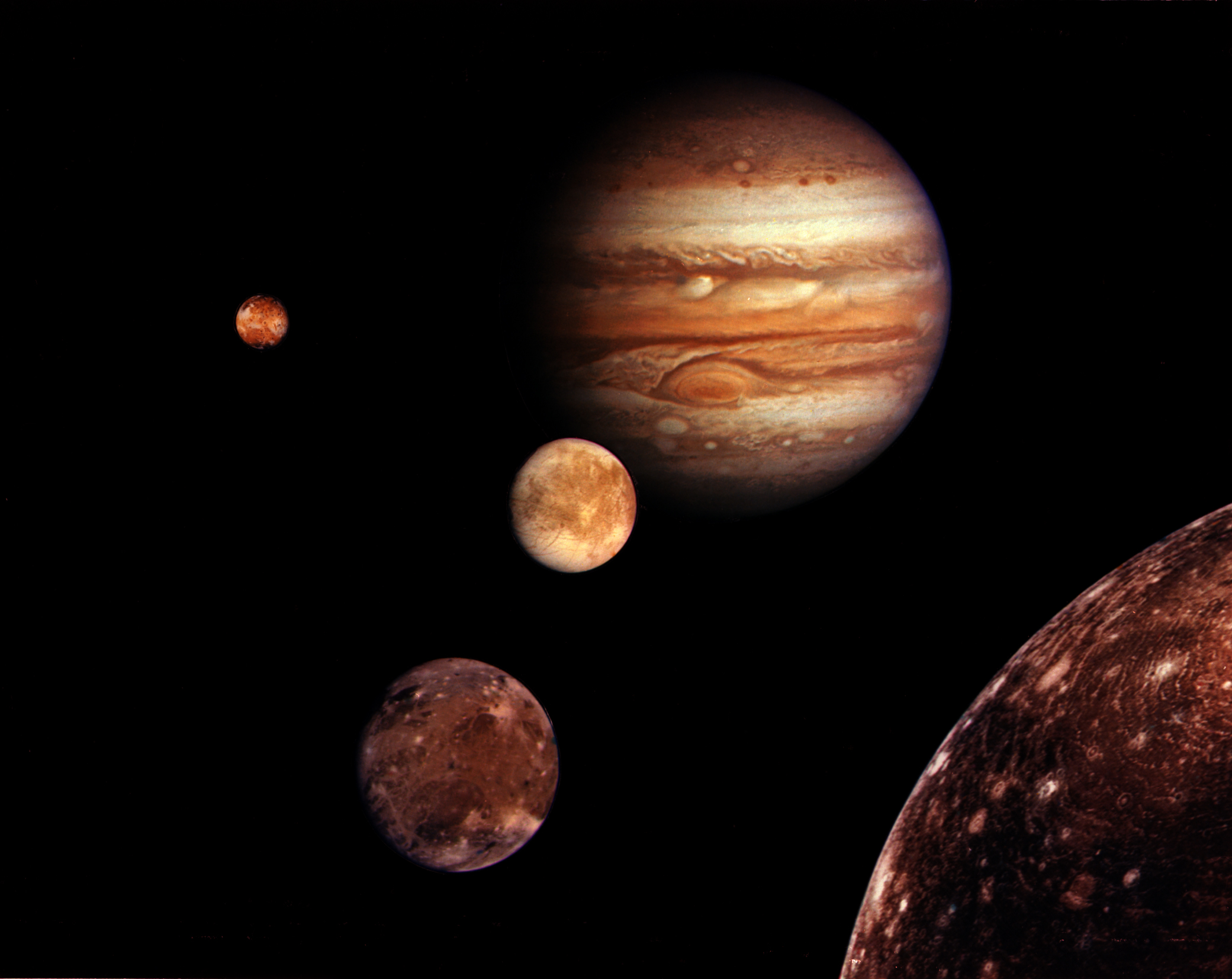
Sao Mộc có ảnh hưởng lớn đến nhiễu loạn hấp dẫn đối với các sao chổi.

Nhiễu loạn hấp dẫn là các thay đổi nhỏ trong chuyển động của thiên thể, trên quỹ đạo quanh vật thể trung tâm do các lực hấp dẫn của một hay nhiều vật thể khác gây nên. Đây là trường hợp đặc biệt trong chuyển động của ba vật thể, khi vật thể thứ ba m3 rất nhỏ so với khối lượng của hai vật thể m1 và m2 hay do khoảng cách giữa chúng lớn đến mức tác động của vật thứ ba lên hai vật thể đầu nhỏ hơn nhiều so với các lực hấp dẫn giữa m1 và m2. Khi đó vật thứ ba chỉ nhiễu loạn chuyển động của các vật thể m1 và m2, gọi là sự nhiễu loạn quỹ đạo (hay sự nhiễu loạn các thành phần quỹ đạo).

## Phân loại nhiễu loạn hấp dẫn
- Nhiễu loạn hấp dẫn có chu kì là nhiễu loạn hấp dẫn trong đó các biến động dao động quanh giá trị trung bình và lặp lại theo chu kì.
- Nhiễu loạn hấp dẫn trường kì, (tiếng Anh: secular) là trường hợp, khi các thay đổi luôn chuyển biến một chiều tăng hay giảm.

Các nhiễu loạn hấp dẫn biểu hiện trong chuyển động của các vật thể qua gia tốc chuyển động bất ổn, do các lực nhiễu gây nên. Chúng là phương trình giữa thời gian, độ lớn các nhiễu loạn phụ thuộc vào khối lượng các vật thể và tỉ lệ nghịch với lũy thừa ba của khoảng cách.
Các nhiễu loạn có thể phân tích thành ba thành phần. 
- Thành phần vuông góc, (tiếng Anh: orthogonal) với mặt phẳng chuyển động, gây ảnh hưởng chính đến vị trí không gian của mặt phẳng quỹ đạo, hay nói khác đi nó làm thay đổi điểm nút lên của quỹ đạo ☊ và độ nghiêng mặt phẳng quỹ đạo i.
- Thành phần hướng tâm, (tiếng Anh: radial) là thành phần tác động trong hướng của véc tơ hướng tâm, (tiếng Anh: radius vector).[1]
- Thành phần thứ ba nằm trong mặt phẳng quỹ đạo, vuông góc với thành phần hướng tâm và cùng với thành phần hướng tâm tác động đến hình dạng và hướng của quỹ đạo, nói cách khác các thành phần này tác động đến bán trục lớn, độ lệch tâm và điểm nút lên của quỹ đạo.

Nhiễu loạn được biểu diễn bằng một thành phần phụ trong các phương trình chuyển động của bài toán hai vật thể. Ở đây nó được gọi là phương trình nhiễu.

## Nhiễu loạn hấp dẫn trong hệ Mặt Trời

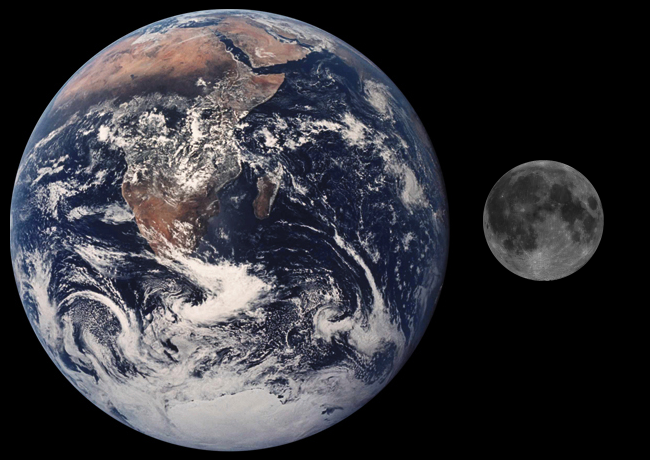
Mặt Trăng và Trái Đất chuyển động như một hệ đôi thiên văn quanh Mặt Trời

Trong hệ Mặt Trời, các hành tinh gây các nhiễu loạn lẫn nhau đến quỹ đạo chuyển động của chúng, nhiễu loạn quỹ đạo các sao chổi và các vật thể khác trong hệ. Các hành tinh gây tác động nhiễu lẫn nhau nhỏ, do khối lượng của chúng đối với khối lượng Mặt Trời có thể bỏ qua và khoảng cách giữa chúng khá lớn. 
Một số ví dụ:
- Nhiễu loạn lớn nhất của Sao Kim tác động đến Trái Đất là 1/33000
- Nhiễu loạn của Sao Mộc lên Trái Đất là 1/53000, của Sao Mộc lên Sao Thổ là 1/360.

Các thành phần của quỹ đạo chuyển động, xác định hình dạng, độ lớn và vị trí của mặt phẳng quỹ đạo các hành tinh chỉ biểu hiện các nhiễu loạn có chu kì, không có biểu hiện của các biến đổi trường kì. Điều này chứng tỏ sự bền vững không giới hạn của hệ Mặt Trời.
- Bán trục lớn a thường có nhiễu loạn có chu kì, còn nhiễu loạn trường kì tăng chậm đến mức nó chỉ có thể biểu hiện khi Mặt Trời đã "hết hạn sử dụng".
- Độ lệch tâm và độ nghiêng quỹ đạo chỉ có các nhiễu loạn chu kì dài. Trong trường hợp Trái Đất, độ lệch tâm giảm dần (khoảng bốn phần mười triệu đơn vị mỗi năm), như thế quỹ đạo Trái Đất ngày càng tròn. Các nhiễu loạn của điểm nút lên và khoảng cách điểm cận nhật của quỹ đạo các hành tinh so với tính bền vững của hệ Mặt Trời có thể bỏ qua.
- Đường củng tuyến của gần như tất cả các hành tinh quay chậm như nhau, theo hướng quay phải (ở Trái Đất giá trị này khoảng 11,5’’ mỗi năm).

## Nhiễu loạn hẫp dẫn đối với vệ tinh nhân tạo của Trái Đất

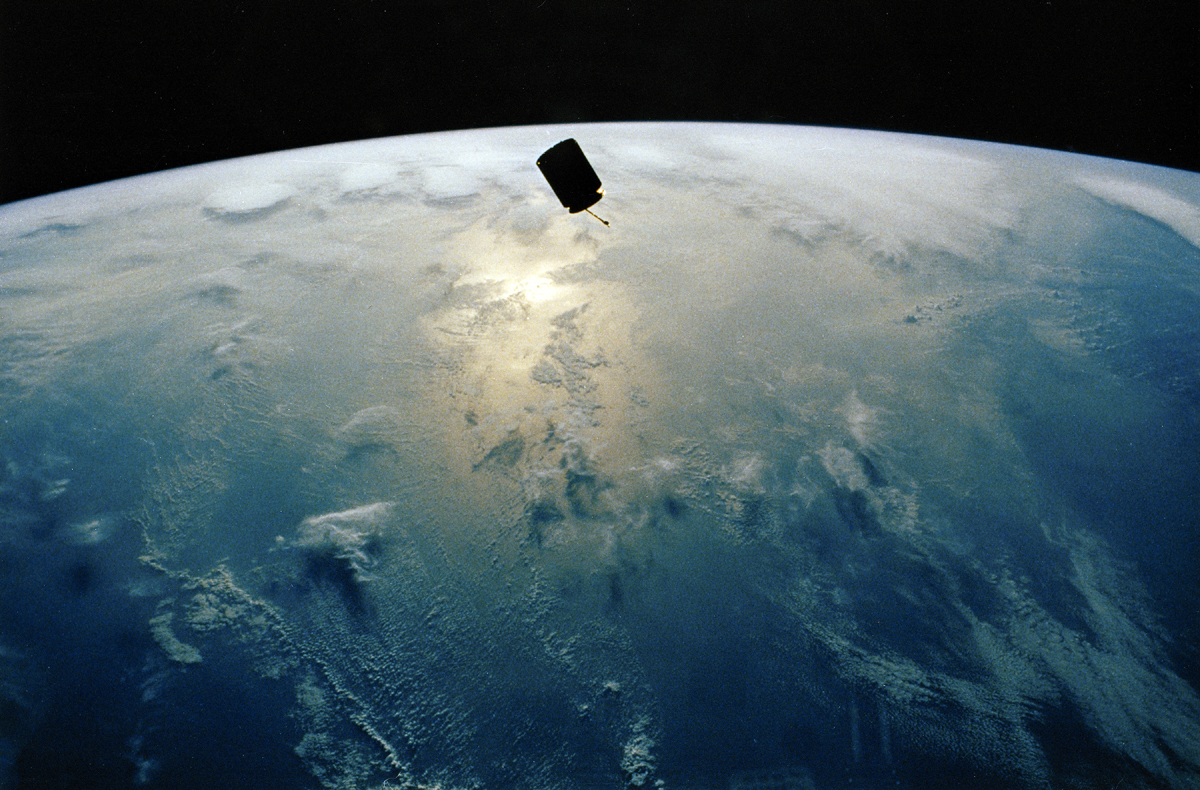
Vệ tinh Endeavour Intelsat VI

Các vệ tinh nhân tạo của Trái Đất chịu ảnh hưởng của nhiều lực nhiễu loạn, gây nên gia tốc nhiễu làm thay đổi các thành phần quỹ đạo chuyển động của chúng. Các tác động này bao gồm các lực hấp dẫn và các lực không có nguồn gốc hấp dẫn.
Các lực hấp dẫn gây nhiễu loạn lớn nhất lên các vệ tinh nhân tạo của Trái Đất:
- Tính dẹt của hình dạng Trái Đất
- Lực hấp dẫn bất thường của Trái Đất
- Lực hấp dẫn của Mặt Trăng
- Lực hấp dẫn của Mặt Trời
- Tác động hấp dẫn của thủy triều
- Lực hấp dẫn của khí quyển
- Tiến động và chương động
- Các lực hấp dẫn yếu khác như lực điện từ, tác động theo thuyết tương đối

Trong các lực không hấp dẫn, các tác động lớn nhất có từ áp suất bức xạ của Mặt Trời, áp suất bức xạ của Trái Đất, sức cản của khí quyển, hiệu ứng Yark của Mặt Trời và Trái Đất, hiệu ứng Poynting-Robertson của Mặt Trời và Trái Đất, hiệu ứng Shach, áp suất của bụi liên hành tinh.